# لیبرالیسم محافظه‌کار
لیبرالیسم محافظه‌کار (به انگلیسی: conservative liberalism)، نوعی از لیبرالیسم است که ارزش‌ها و سیاست‌های لیبرال را با مواضع محافظه‌کارانه ترکیب می‌کند، یا صرفاً نمایندهٔ جناح راست جنبش لیبرال است. این نوع لیبرالیسم، یک نوع مثبت‌تر و کمتر رادیکال از انواع لیبرالیسم کلاسیک است.
احزاب لیبرال محافظه‌کار، تمایل دارند تا سیاست‌های اقتصادی لیبرال را با موضع‌گیری‌های سنتی‌تر و باورهای شخصی در مورد مسائل اجتماعی و اخلاقی ترکیب کنند.
از لیبرالیسم محافظه‌کار، به همراه لیبرالیسم اجتماعی و لیبرالیسم کلاسیک، به عنوان ایدئولوژی لیبرال اصلی سیاست اروپا یاد می‌شود. در اروپا، لیبرالیسم محافظه‌کار اغلب برای توصیف لیبرالیسم محافظه‌کار نزدیک به میانه تا راست میانه استفاده می‌شود. با این حال، گاهی اوقات جناح‌های لیبرالیسم محافظه‌کار راست‌تر از آن نیز وجود دارد.
نومحافظه‌کاری نیز به عنوان نزدیکان ایدئولوژیک یا دوقلوی لیبرالیسم محافظه‌کار شناخته شده و شباهت‌هایی نیز بین لیبرالیسم محافظه‌کار و لیبرالیسم ملی وجود دارد.

## مرور کلی

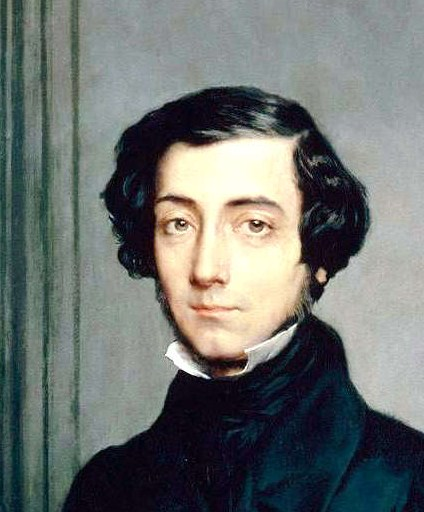
Alexis Charles Henri Clérel

به گفتهٔ رابرت کریناک، استاد دانشگاه کولگیت: «لیبرال‌های محافظه‌کار به جای پیروی از لیبرالیسم مترقی (یعنی لیبرالیسم اجتماعی)، از منابع پیشامدرنی چون فلسفهٔ کلاسیک (با ایده‌هایش در مورد فضیلت، خیر مشترک و حقوق طبیعی)، مسیحیت (با ایده‌هایی مربوط به قوانین طبیعی، ماهیت اجتماعی انسان و گناه نخستین) و نهادهای باستانی (مانند حقوق عرفی، اشخاص حقوقی و سلسله مراتب اجتماعی) استفاده می‌کنند. این منابع به بنیاد لیبرالیسم آنها اساس محافظه‌کارانه‌ای می‌دهد. این مسئله بیشتر به معنی پیروی از افلاطون، ارسطو، سقراط، سنت اگوستین، توماس آکویناس و ادموند برک است تا پیروی از افرادی چون لاک و کانت؛ این مسئله معمولاً باعث احساس همدردی عمیقی با سیاست پولیس یونان، جمهوری روم و سلطنت‌های مسیحی است؛ ولی لیبرال‌های محافظه‌کار به عنوان واقع‌گرایان، اذعان می‌دارند که سیاست کلاسیک قرون وسطایی در جهان مدرن قابل بازیابی نیست و آن‌ها به عنوان اخلاق‌گرایان، می‌بینند که تجربهٔ مدرن آزادی و حکومت مبتنی بر ارادهٔ مردم تأثیر مثبتی در افزایش کرامت انسانی و همچنین روزنه‌ای (حتی در میان فرهنگ توده‌ای) را برای آرزوهای متعالی ابدی باز می‌کند. لیبرالیسم محافظه‌کار در بهترین حالت عملی خود، آزادی تحت‌فرمان خدا را ترویج می‌کند و ضمانت‌های قانونی را در برابر استبداد ایجاد می‌نماید. این مسئله نشان می‌دهد که رژیم آزادی مبتنی بر اخلاق سنتی و فرهنگ کلاسیک مسیحی، دستاوری است که می‌توانیم به‌عنوان متولیان تمدن غربی به جای آنکه صرفاً در مقابل آن منفعل بوده و حالت دفاعی داشته باشیم، به آن افتخار کنیم.»
لیبرالیسم محافظه‌کار را در بستر اروپایی نباید با محافظه‌کاری لیبرال خلط کرد که نوعی محافظه‌کاری است که دیدگاه‌های محافظه‌کارانه را با سیاست‌های لیبرال در رابطه با اقتصاد، مسائل اجتماعی و اخلاقی ترکیب می‌کند. ریشه‌های لیبرالیسم محافظه‌کار را باید در آغاز تاریخ لیبرالیسم جستجو کرد. تا زمان وقوع دو جنگ جهانی، طیف سیاسی در اکثر کشورهای اروپایی از آلمان گرفته تا ایتالیا توسط لیبرالهای محافظه‌کار شکل می‌گرفت. رویدادهای مانند جنگ جهانی اول پس از ۱۹۱۷ میلادی رخ داد که نسخهٔ رادیکالتر لیبرالیسم کلاسیک را به نوع لیبرالیسم محافظه‌کارتر (یعنی معتدل‌تر) رساند. احزاب لیبرال محافظه‌کار در آن دسته از کشورهای اروپایی که هیچ حزب محافظه‌کار سکولار قوی وجود نداشت و جایی که جدایی کلیسا از دولت کمتر موردتوجه بود، تمایل به توسعه پیدا کردند. در آن کشورها، که احزاب محافظه‌کار دموکراتیک مسیحی بودند، این مدل محافظه‌کارانه از لیبرالیسم توسعه یافت.

### مقایسه با نومحافظه‌کاری
به گفتهٔ پیتر لالر، استاد کالج بیری در ایالات متحده آمریکا، محافظه‌کاران جدید ممکن است به‌عنوان لیبرال‌های محافظه‌کار طبقه‌بندی شوند:
در آمریکایِ امروز، لیبرال‌های مسئول که معمولاً محافظه‌کار جدید نامیده می‌شوند، می‌بینند که لیبرالیسم به انسانهایی بستگی دارد که تا حدی کودک محور، میهن دوست و مذهبی هستند. این لیبرال‌های مسئول، این گرایش‌های انسانی غیر فرد گرا را در تلاش برای تقویت لیبرالیسم می‌ستایند. یکی از شعارهای آنها، جامعه‌شناسی محافظه‌کار با سیاست‌های لیبرال است. محافظه‌کاران جدید معتقد بر این هستند که سیاست افراد آزاد و منطقی به یک جهان اجتماعی قبل از سیاست بستگی دارد که از آزادی و منطق به‌طور کلی دور است.
لیبرالیسم محافظه‌کار و محافظه‌کاری لیبرال را در بستر آمریکایی‌اش، نباید با محافظه‌کاری لیبرترین که متأثر از لیبرترینیسم راست است، اشتباه گرفت.